# IHL 1950/51
Die Saison 1950/51 war die sechste reguläre Saison der International Hockey League. Während der regulären Saison bestritten die sechs Teams zwischen 52 und 56 Spielen. In den Play-offs setzten sich die Toledo Mercurys durch und gewannen den zweiten Turner Cup in ihrer Vereinsgeschichte.

## Teamänderungen
Folgende Änderungen wurden vor Beginn der Saison vorgenommen:
- Die Windsor Ryancretes stellten den Spielbetrieb ein.
- Die Grand Rapids Rockets aus der Eastern Amateur Hockey League wurden als Expansionsteam in die Liga aufgenommen.
- Die Toledo Mercurys kehrten nach einem Jahr in der Eastern Amateur Hockey League in die IHL zurück.

## Reguläre Saison

### Abschlusstabelle
Abkürzungen: GP = Spiele, W = Siege, L = Niederlagen, T = Unentschieden, OTL = Niederlage nach Overtime, GF = Erzielte Tore, GA = Gegentore, Pts = Punkte
|                      | GP | W  | L  | T  | GF  | GA  | Pts |
| -------------------- | -- | -- | -- | -- | --- | --- | --- |
| Grand Rapids Rockets | 56 | 39 | 11 | 6  | 274 | 165 | 84  |
| Toledo Mercurys      | 56 | 35 | 15 | 6  | 290 | 174 | 76  |
| Chatham Maroons      | 52 | 25 | 23 | 4  | 211 | 215 | 59  |
| Sarnia Sailors       | 52 | 24 | 19 | 9  | 226 | 191 | 59  |
| Detroit Auto Club    | 52 | 10 | 32 | 10 | 136 | 238 | 31  |
| Detroit Hettche      | 52 | 6  | 39 | 7  | 112 | 266 | 19  |

## Turner-Cup-Playoffs
|  | Turner-Cup-Halbfinale | Turner-Cup-Halbfinale | Turner-Cup-Halbfinale |  |  | Turner-Cup-Finale | Turner-Cup-Finale    | Turner-Cup-Finale |
|  |                       |                       |                       |  |  |                   |                      |                   |
|  |                       |                       |                       |  |  |                   |                      |                   |
|  | 1                     | Grand Rapids Rockets  | 3                     |  |  |                   |                      |                   |
|  | 3                     | Chatham Maroons       | 0                     |  |  |                   |                      |                   |
|  |                       |                       |                       |  |  | 1                 | Grand Rapids Rockets | 1                 |
|  |                       |                       |                       |  |  | 2                 | Toledo Mercurys      | 4                 |
|  | 2                     | Toledo Mercurys       | 3                     |  |  |                   |                      |                   |
|  | 4                     | Sarnia Sailors        | 0                     |  |  |                   |                      |                   |
|  |                       |                       |                       |  |  |                   |                      |                   |

## Vergebene Trophäen

### Mannschaftstrophäen
| Auszeichnung                                          | Team                 |
| ----------------------------------------------------- | -------------------- |
| Turner Cup Gewinner der IHL-Playoffs                  | Toledo Mercurys      |
| J. P. McGuire Trophy Bestes Team der regulären Saison | Grand Rapids Rockets |

### Individuelle Trophäen
| Auszeichnung                                             | Spieler      | Team                 |
| -------------------------------------------------------- | ------------ | -------------------- |
| James Gatschene Memorial Trophy MVP der regulären Saison | John McGrath | Toledo Mercurys      |
| George H. Wilkinson Trophy Bester Scorer                 | Hervé Parent | Grand Rapids Rockets |